# Opowieści z Avonlea
Opowieści z Avonlea (ang. Chronicles of Avonlea) – zbiór opowiadań autorstwa L.M. Montgomery, po raz pierwszy wydany w 1912 r. Pierwsze polskie wydanie (w tłumaczeniu Ewy Fiszer) pochodzi z 1991 r.
Książka zawiera 12 opowiadań, których bohaterami są mieszkańcy Avonlea – fikcyjnej kanadyjskiej wioski, położonej na Wyspie Księcia Edwarda.

## Lista opowiadań[2][3]
| Tytuł oryginalny                  | Polskie tłumaczenie                               |
| --------------------------------- | ------------------------------------------------- |
| The Hurrying of Ludovic           | Zaloty Ludwika                                    |
| Old Lady Lloyd                    | Stara Dama                                        |
| Each in His Own Tongue            | Każdy własnym językiem                            |
| Little Joscelyn                   | Maleńka Joscelyn                                  |
| The Winning of Lucinda            | Jak udało się zdobyć Lucynę                       |
| Old Man Shaw’s Girl               | Córka Starego Shawa                               |
| Aunt Olivia’s Beau                | Wielbiciel ciotki Oliwii                          |
| Quarantine at Alexander Abraham’s | Kwarantanna w domu Aleksandra Bennetta            |
| Pa Sloane’s Purchase              | Nabytek Pa Sloane’a                               |
| The Courting of Prissy Strong     | Jak Stefan Clark ubiegał się o rękę Prissy Strong |
| The Miracle at Carmody            | Cud w Carmody                                     |
| The End of a Quarrel              | Koniec kłótni                                     |